# Устинов, Питер
Сэр Пи́тер Алекса́ндер Усти́нов (англ. Sir Peter Alexander Ustinov; 16 апреля 1921, Лондон — 28 марта 2004, Женолье, кантон Во, Швейцария) — британский актёр театра и кино, кинорежиссёр, постановщик опер и драматических спектаклей, драматург, сценарист, писатель, газетный и журнальный колумнист, теле- и радиоведущий, продюсер. Лауреат премий «Оскар», «Эмми», «Грэмми», BAFTA, командор ордена Британской империи (1975), рыцарь-бакалавр (1990).

## Биография
Питер Устинов родился в лондонском районе Камден 16 апреля 1921 года в русско-немецко-французской семье Устиновых-Бенуа. При рождении он получил имя Петер Александр фон Устинов (Peter Alexander von Ustinov) и был крещён по протестантскому обряду как Petrus Alexandrus в одной из церквей города Швебиш-Гмюнд. Фамилия его дедушки писалась иначе, на немецкий лад: Plato Grigorjewitsch Ustinow.
Отец — немецкий журналист и дипломат русского происхождения барон Иона Платонович Устинов (Jona von Ustinov) (семейное прозвище — «Клоп») имел русские, немецкие, польские и эфиопские корни. Во время Первой мировой войны был британским разведчиком в Германии. Наследный баронский титул (документально не подтверждённый), пожалованный русскому подданному Платону Григорьевичу Устинову императором Вильгельмом I, выглядел более чем подозрительно в начале Второй мировой войны, потому семье Устиновых пришлось от него отказаться. Род Устиновых происходил из Российской империи. Родной брат Платона Устинова Михаил служил консулом царской России в Гонконге.
Мать Питера — художница Надежда Леонтьевна Бенуа, одна из дочерей петербургского архитектора Леонтия Бенуа, по материнской линии происходила из купеческого рода Сапожниковых. Родители Питера Устинова познакомились и обвенчались в 1920 году в Петрограде, куда Иона прибыл, по утверждению биографов, по просьбе матери, чтобы разыскать место смерти отца. Вскоре по фальшивым документам они отбыли на шведском пароходе из охваченной Гражданской войной России в Амстердам, а через некоторое время перебрались в Лондон.
Питер учился в Вестминстерском колледже, где его одноклассником был сын Риббентропа. Ещё в ранние годы ученичества Устинов проявил способности к изучению английского и французского языков и других гуманитарных предметов. В зрелом возрасте он свободно говорил на английском, русском, немецком, французском, испанском и итальянском языках. Помимо этого он владел разговорным турецким и новогреческим языками, а также понимал идиш. Вместе с этим своенравному Устинову не были по душе такие обязательные школьные предметы, как математика и латынь.
Питер Устинов дебютировал на сцене в возрасте 17 лет, в 21 год впервые снялся в кино. Участник Второй мировой войны (воевал за Великобританию). После войны снимался не только в Великобритании, но и в США.

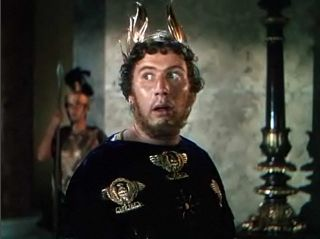
Устинов в роли Нерона в фильме 1951 года «Камо грядеши»

В 1952 году был удостоен премии «Золотой глобус» за лучшую роль второго плана в фильме Мервина Лероя «Камо грядеши», где 30-летний Устинов сыграл Нерона. За эту же роль впервые в карьере был номинирован на премию «Оскар». В 1960 году Устинов сыграл роль Лентула Батиата в фильме Стэнли Кубрика «Спартак» и получил за эту работу «Оскар» за лучшую роль второго плана (Устинов стал единственным актёром из этого фильма, номинированным на «Оскар»). В 1965 году Устинов получил свой второй «Оскар» за лучшую роль второго плана, снявшись в фильме Жюля Дассена «Топкапи».
В 1950-х годах стал писать, ставить свои пьесы и играть в них. В 1969 году Устинов был номинирован на премию «Оскар» за лучший оригинальный сценарий (вместе с Айрой Уоллаком) за фильм «Горячие миллионы». Шесть лет был ректором Даремского университета. В 1977 году вышла автобиографическая книга Питера Устинова «Dear Me» («Дорогой я»).

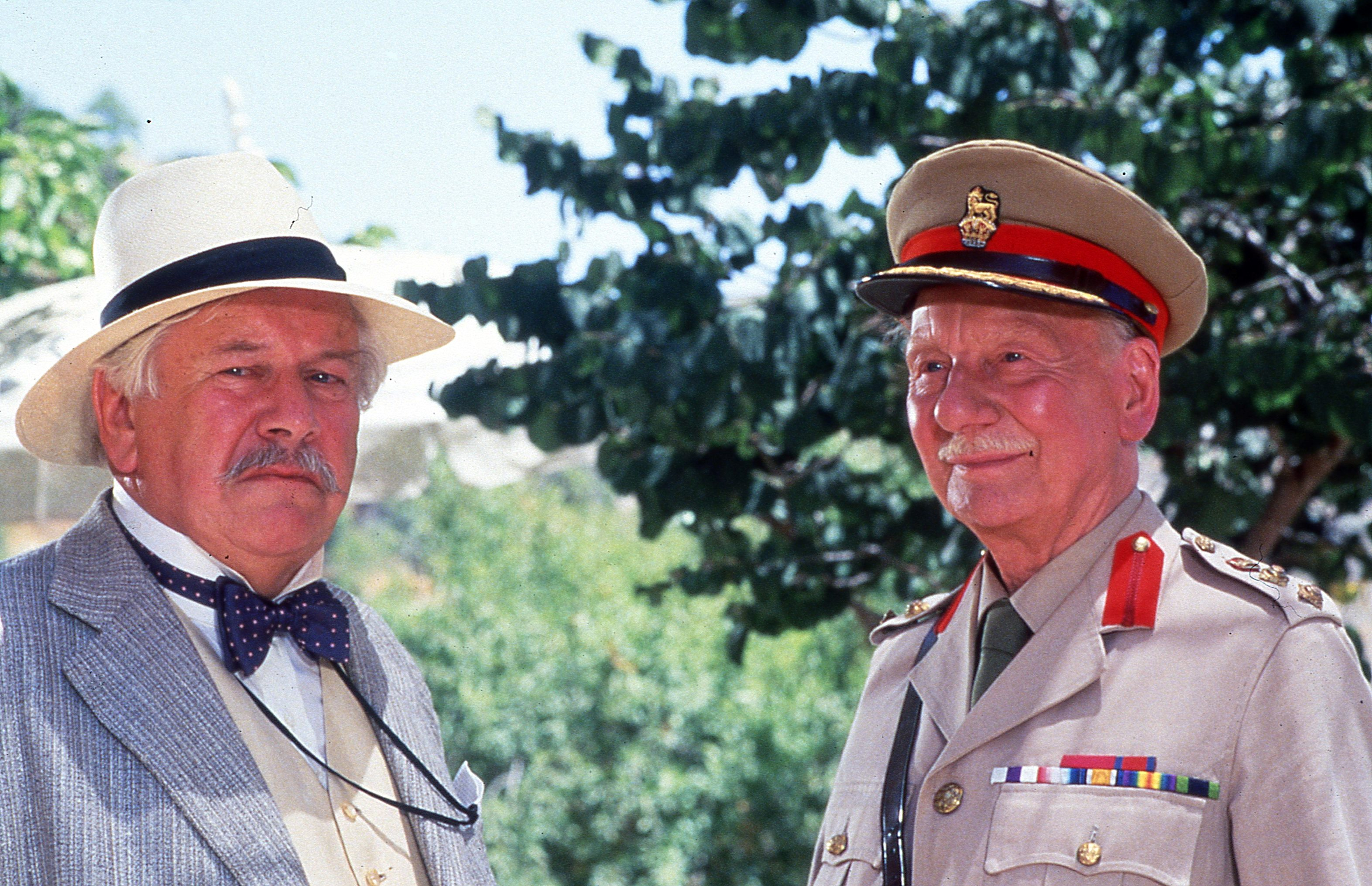
Устинов (слева) в роли Эркюля Пуаро и Джон Гилгуд в фильме 1988 года «Свидание со смертью»

В 1978 году впервые исполнил роль Эркюля Пуаро в фильме «Смерть на Ниле». Затем сыграл роль сыщика ещё в пяти фильмах, последний раз — в 1988 году.
31 октября 1984 года Устинов должен был встретиться с премьер-министром Индии Индирой Ганди, которая была убита по пути на встречу с Устиновым.
В 1987 году прокомментировал официальный обзор сезона «Формулы-1» 1987 года. В 1987 году посетил СССР.
В 1989 году исполнил роль Оноре де Мирабо в фильме «Французская революция», снятом к 200-летию события.
В 1990 году стал рыцарем-бакалавром, получил право использовать титул сэр.
В 2002 году Питер Устинов приехал в Берлин по поручению ЮНИСЕФ, чтобы в первый раз познакомиться с выставкой United Buddy Bears, которая пропагандирует мирное сосуществование наций, культур и религий. Устинов выступил за то, чтобы один из 140 медведей олицетворял Ирак. В 2003 году он в качестве покровителя открыл 2-ю выставку United Buddy Bears в Берлине.
Четырежды лауреат премии «Эмми» (последний раз за «Россию Питера Устинова»). Всего снялся в 88 фильмах.
Скончался в Швейцарии от сердечной недостаточности в возрасте 82 лет.
В 2021 году Питер Устинов посмертно был награждён медалью имени Михаила Чехова дома русского зарубежья имени Александра Солженицына.

## Семья

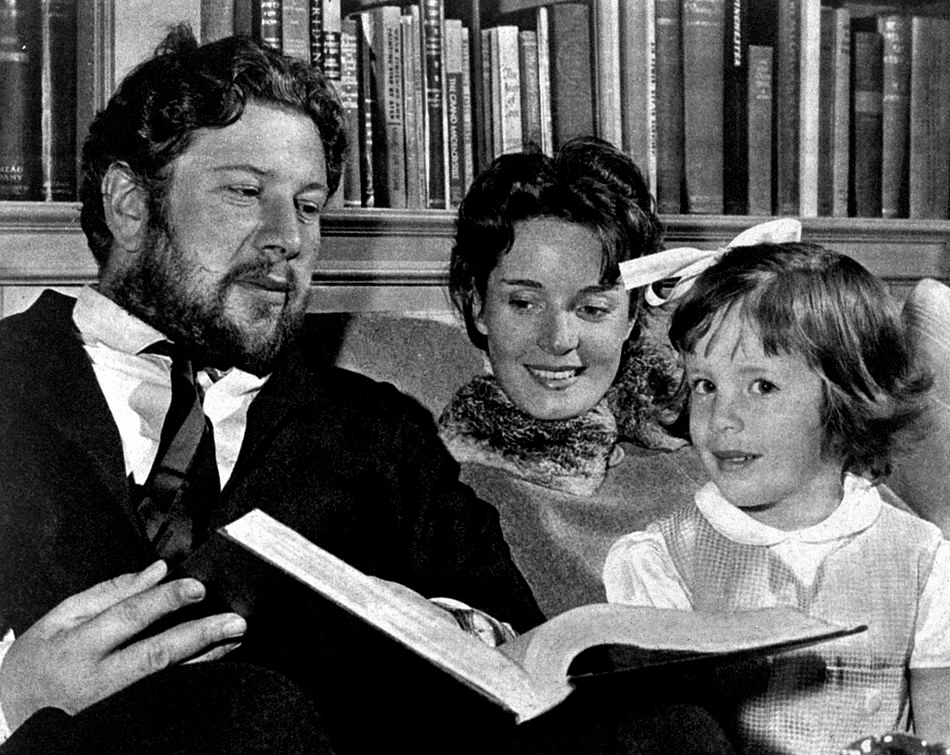
Устинов с женой Сюзанн Клутье и дочерью

Устинов был женат трижды. Первая жена — Изольде Денем (англ. Isolde Denham, дочь Реджинальда Денема и Мойны Макгилл). В браке, который длился с 1940 по 1950 год, родилась дочь Тамара, ставшая актрисой.
Второй брак, с актрисой Сюзанн Клутье продолжался с 1954 по 1971 год. У них было трое детей: дочери Павла и Андреа и сын Игорь (1956 г. р.), скульптор.
Третья жена — Хелен дю Лау д’Аллеманс (англ. Helene du Lau d'Allemans), с 1972 по 2004 год.

## Избранная фильмография

### Актёрские работы
| Год  |     | Русское название                        | Оригинальное название                          | Роль                                    |
| ---- | --- | --------------------------------------- | ---------------------------------------------- | --------------------------------------- |
| 1942 | ф   | Один из наших самолётов не вернулся     | One of Our Aircraft Is Missing                 | священник                               |
| 1944 | ф   | Только вперёд                           | The Way Ahead                                  | хозяин кафе                             |
| 1949 | ф   | Рядовой Анжело                          | Private Angelo                                 | рядовой Анжело                          |
| 1950 | ф   | Одетта                                  | Odette                                         | лейтенант Алекс Рабинович               |
| 1951 | ф   | Камо грядеши                            | Quo Vadis                                      | Нерон                                   |
| 1954 | ф   | Египтянин                               | The Egyptian                                   | Капта                                   |
| 1954 | ф   | Красавчик Браммел                       | Beau Brummell                                  | принц Уэльса                            |
| 1955 | ф   | Мы — не ангелы                          | We're No Angels                                | Жюль                                    |
| 1955 | ф   | Лола Монтес                             | Lola Montès                                    | конферансье                             |
| 1957 | ф   | Шпионы                                  | Les espions                                    | Мишель                                  |
| 1957 | ф   | Ангел спустился в Бруклине              | Un angelo è sceso a Brooklyn                   | мистер Босси                            |
| 1960 | ф   | Спартак                                 | Spartacus                                      | Лентул Батиат                           |
| 1960 | ф   | Бродяги                                 | The Sundowners                                 | Руперт Веннекер                         |
| 1961 | ф   | Романов и Джульетта                     | Romanoff and Juliet                            | Генерал                                 |
| 1964 | ф   | Топкапи                                 | Topkapi                                        | Артур Саймон Симпсон                    |
| 1966 | ф   | Босиком в Афинах                        | Barefoot in Athens                             | Сократ                                  |
| 1967 | ф   | Комедианты                              | The Comedians                                  | посол Пинеда                            |
| 1968 | ф   | Призрак Чёрной Бороды                   | Blackbeard’s Ghost                             | Чёрная Борода                           |
| 1972 | ф   | Хаммерсмит вышел на волю                | Hammersmith Is Out                             | заведующий психиатрической больницы     |
| 1975 | ф   | Пропавший динозавр                      | One of Our Dinosaurs Is Missing                | Хнап Ван, сотрудник китайских спецслужб |
| 1976 | ф   | Бегство Логана                          | Logan's Run                                    | старик                                  |
| 1977 | мтф | Иисус из Назарета                       | Jesus of Nazareth                              | Ирод I Великий                          |
| 1978 | ф   | Смерть на Ниле                          | Death On The Nile                              | Эркюль Пуаро                            |
| 1979 | ф   | Ашанти                                  | Ashanti                                        | Сулейман                                |
| 1981 | ф   | Большое кукольное путешествие           | The Great Muppet Caper                         | водитель грузовика                      |
| 1981 | ф   | Чарли Чан и проклятие королевы драконов | Charlie Chan and the Curse of the Dragon Queen | Чарли Чан                               |
| 1982 | ф   | Зло под солнцем                         | Evil Under the Sun                             | Эркюль Пуаро                            |
| 1984 | ф   | Лев и ястреб                            | Memed, My Hawk                                 | Абди Ага                                |
| 1989 | ф   | Французская революция                   | La Révolution française                        | Оноре де Мирабо                         |
| 1989 | мтф | Вокруг света за 80 дней                 | Around the World in 80 Days                    | детектив Фикс                           |
| 1992 | ф   | Масло Лоренцо                           | Lorenzo's Oil                                  | профессор Николаис                      |
| 1999 | ф   | Холостяк                                | The Bachelor                                   | дедушка Джеймс Шеннон                   |
| 1999 | тф  | Алиса в стране чудес                    | Alice in Wonderland                            | Морж                                    |
| 2001 | тф  | Виктория и Альберт                      | Victoria & Albert                              | король Вильгельм IV                     |
| 2003 | ф   | Лютер                                   | Luther                                         | Фридрих III                             |

### Режиссёрские работы
- 1946 — Школа секретов / School for Secrets
- 1948 — Всё наоборот / Vice versa
- 1949 — Рядовой Анжело / Private Angelo
- 1961 — Романов и Джульетта / Romanoff and Juliet
- 1962 — Билли Бад / Billy Budd
- 1964 — Леди Л. / Lady L.
- 1972 — Хаммерсмит вышел на волю / Hammersmith Is Out
- 1984 — Лев и ястреб / Memed My Hawk

### Питер Устинов в ролиЭркюля Пуаро
- 1978 — Смерть на Ниле (номинация на премию BAFTA за лучшую мужскую роль)
- 1982 — Зло под солнцем
- 1985 — Тринадцать за обедом (в этом телефильме в роли старшего инспектора Джеппа снялся будущий исполнитель роли Пуаро Дэвид Суше)
- 1986 — Загадка мертвеца
- 1986 — Убийство в трёх актах
- 1988 — Свидание со смертью

### Фильмы об Устинове
- 1998 — «Сэр Питер, или Фантазия в апельсиновых тонах» — документальный фильм 1998 года, 26 мин., сценарий Ольга Агамирова-Сац, режиссёр Никита Тихонов.

## Театральные работы
Режиссёр-постановщик
- 1989 — «Фотофиниш», спектакль-автобиография Питера Устинова, совместно с Анатолием Морозовым в Санкт-Петербургском театр имени Ленсовета, в главных ролях — Пётр Шелохонов и Елена Соловей. На память об этой работе Питер Устинов подарил Петру Шелохонову фотографию с дружеской подписью «Петру Первому от Петра Устинова»[8].
- 1997 — «Любовь к трём апельсинам», спектакль-опера, совместно с Олегом Шейнцисом в московском Большом театре[9]

Драматург
- 1967 — «Halfway up the Tree» — отставной британский генерал превращается в бородатого хиппи, чтобы понять своих детей[10]
  - российская постановка: 1976 — «На полпути к вершине» — режиссёр Павел Хомский[11]